# Język judeoarabski

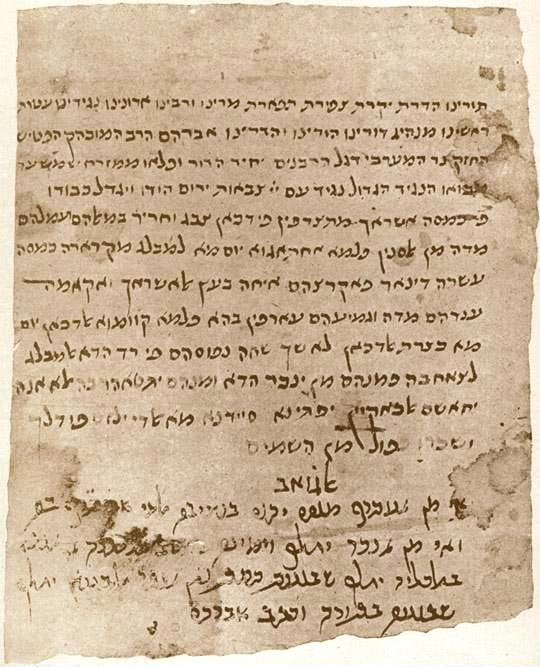
Fragment manuskryptu z XII wieku w języku judeoarabskim

Język judeoarabski, język żydowskoarabski (ערביה יהודיה) – grupa wielu dialektów używanych dawniej przez Żydów zamieszkałych w państwach arabskich, głównie Mizrachijczyków, współcześnie w większości żyjących w Izraelu i Francji. W średniowieczu nazywano tak klasyczny język arabski zapisywany alfabetem hebrajskim.

## Cechy
Dialekty judeoarabskie rozwinęły się na podstawie lokalnych dialektów języka arabskiego (np. dialektu marokańskiego, irackiego i algierskiego) z dodatkiem zapożyczeń z języka hebrajskiego i aramejskiego. Nie zawsze występowanie dialektu judeoarabskiego pokrywa się z zasięgiem jego arabskiego odpowiednika – na przykład dialekt judeoegipski w większym stopniu przypomina arabski dialekt marokański niż egipski. To zjawisko odzwierciedla migrację przodków Żydów egipskich z krajów Maghrebu. Współcześnie większość Żydów jest co najmniej dwujęzyczna: biegle znają lokalny dialekt arabski i lokalny dialekt judeoarabski.
Dialekty języka judeoarabskiego są zapisywane zmodyfikowanym alfabetem hebrajskim, do którego często dodaje się kropki z alfabetu arabskiego, oznaczające samogłoski (do zapisu fonemów niewystępujących w języku hebrajskim).

## Historia
W średniowieczu język judeoarabski (wówczas bardzo bliski klasycznemu językowi arabskiemu) był najważniejszym żydowskim językiem literackim; pisał w nim Majmonides (np. Sefer ha-Micwot, Przewodnik błądzących), napisano w nim dzieła halacha i komentarze biblijne: Emunoth we-Deoth, Tafsir, Tikkun Middot ha-Nefesz, Czowot ha-Lewawot, Kuzari i inne.
Z powodu I wojny izraelsko-arabskiej w 1948 ogromna większość Żydów z krajów arabskich uciekła do Izraela oraz Francji, gdzie ich dialekty judeoarabskie szybko zostały wyparte przez języki hebrajski i francuski. Z tej przyczyny obecnie dialekty judeoarabskie są zagrożone wymarciem.

## Zwroty w dialekcie judeomarokańskim
| Polski              | Transliteracja      | Dialekt judeomarokański |
| ------------------- | ------------------- | ----------------------- |
| Witam               | šlāma               | שלמה                    |
| Witaj               | šlāma ʿlik          | שלמה עליכ               |
| Do widzenia         | bšlāma (ʿlik)       | ( בשלמה (עליכ           |
| Dziękuję            | mersi               | מרסי                    |
| Tak                 | ēywa                | ייוה                    |
| Nie                 | lā                  | לא                      |
| Jak się masz?       | āš iḫbark?          | אשכברכ?                 |
| Dobrze              | lābaš               | לבש                     |
| Dobrze, dziękuję    | lābaš, mersi        | לבש, מרסי               |
| Dobrze, dzięki Bogu | lābaš, hamdul'Illah | לבש, המדול'ילה          |